# Iglesia de la Santa Vera Cruz (Valladolid)
La iglesia penitencial de la Santa Vera Cruz es un templo situado en el centro de la ciudad de Valladolid en la histórica Calle Platerías.
La iglesia es propiedad de la Cofradía Penitencial de la Santa Vera Cruz, la cofradía más antigua de la Semana Santa de Valladolid. Posee varios de los más importantes conjuntos escultóricos procesionales de España así como una reliquia del Lignum Crucis.

## Historia

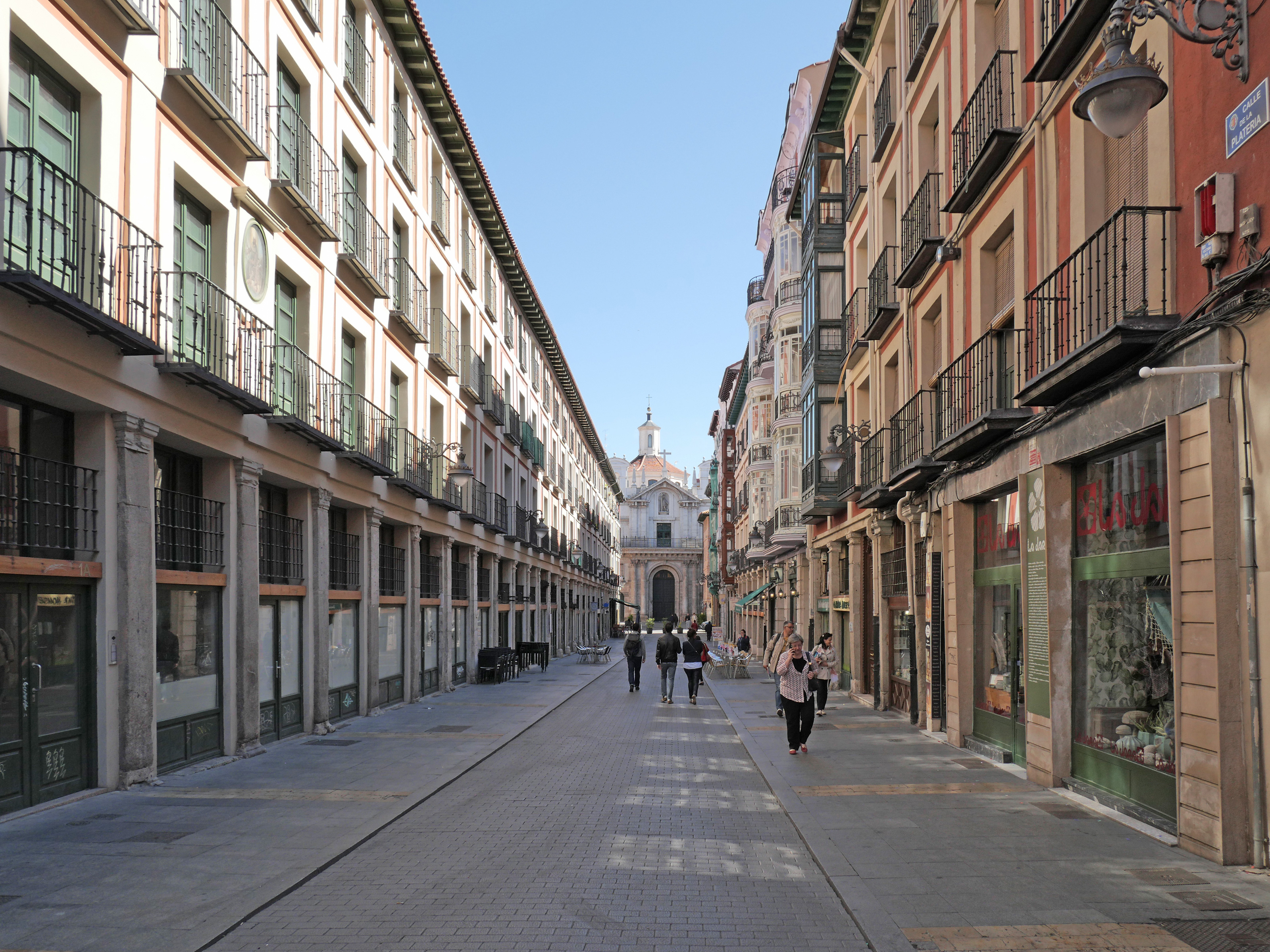
La iglesia, al fondo de la calle Platerías.

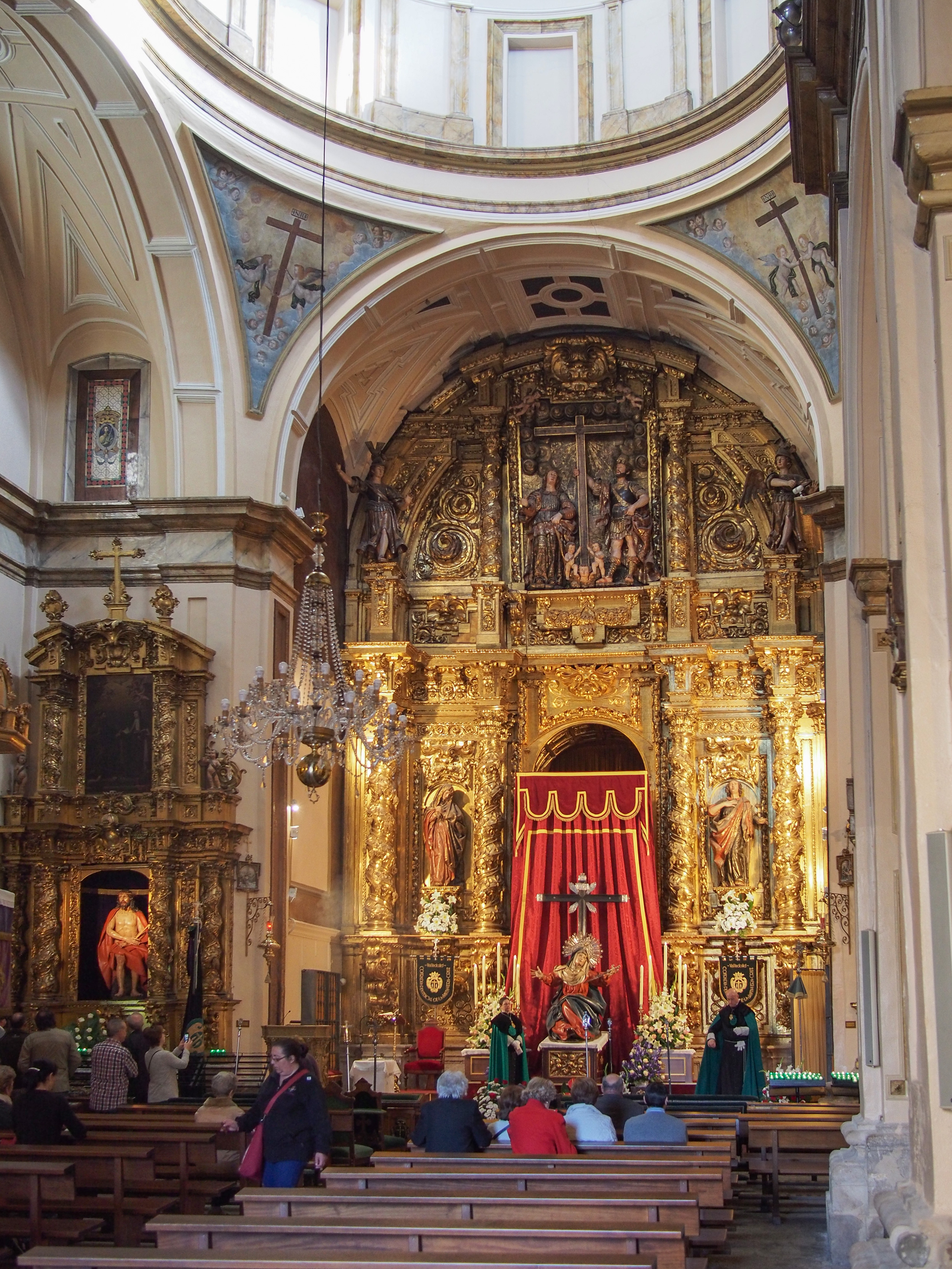
Interior de la iglesia, año 2014.

El emplazamiento de este templo denota que la de la Vera Cruz era una de las cofradías asistenciales más importantes en el siglo XVI. Aparece como telón de fondo de una de las calles comerciales más concurridas de la ciudad, la mencionada de Platerías.
En 1581 obtiene el permiso para edificar el templo, siendo Pedro de Mazuecos el Viejo el arquitecto que lo traza, con una nave y cúpula, respetando el arco que había al final de la calle desde el incendio de 1561. Contaba con salón de reuniones y almacén para los pasos procesionales.
Diego de Praves interviene en la fachada en 1595. Está formada por dos cuerpos, que simulan sendos arcos triunfales, separados por el balcón para las autoridades típico de la fisonomía de las iglesias penitenciales de la época. Por la importancia de la cofradía, el templo se queda pequeño, y se amplia desde 1667 por el arquitecto Juan Texedor. La nueva construcción resulta más grande que la inicial, con tres naves, crucero con cúpula y cabecera plana. En el interior la iglesia consta de tres naves separadas por pilares cuadrados. La nave se techa por bóveda de cañón peraltada en la nave mayor y en el presbiterio, mientras que en el crucero se alza la cúpula sobre tambor que no se trasdosa, ya que es cubierta al exterior por un cimborrio cuadrado. Sobre las naves aparece una tribuna rejada prevista debido a la gran cantidad de cofrades que tenía esta iglesia.
A pesar de estar amenazada varias veces con el derribo, para abrir una gran avenida que conectase el centro de la ciudad con el norte, y tras varios incendios, ha llegado a hoy conservando valiosos retablos con pinturas de Andrés Amaya y pasos procesionales del escultor Gregorio Fernández, entre otros.
El 25 de junio de 2024 se derrumbó parte de su cúpula durante unas obras. Las obras de reconstrucción duraron unos meses y el 16 de marzo de 2025 la iglesia reabrió de nuevo.

## Patrimonio
En el lado del Evangelio
En la primera capilla se dispone un retablo del primer cuarto del siglo XVII de la Virgen del Carmen. La virgen repite modelos de Gregorio Fernández. En la capilla siguiente hay un retablo rococó de mediados de siglo XVIII con una imagen de vestir. En la tercera capilla se dispone el grupo procesional de la Oración del Huerto de Andrés de Solanes. En el testero del crucero se dispone una hornacina donde se guarda el Lignum Crucis. Se trata de una cruz-relicario de plata y bronce sobredorado del primer tercio del siglo XVII y piedras engastadas. El retablo colateral es de 1693 realizado por Alonso de Manzano que cobija la escultura del Ecce-Homo de Gregorio Fernández, que en realidad es un cristo coronado de espinas cuya advocación es la del Cristo de la Caña.
En el presbiterio
El retablo mayor es churrigueresco del último tercio del siglo XVII, de autor desconocido aunque vinculado a Alonso de Manzano y Blas Martínez de Obregón. Posee un banco con un único cuerpo de una calle y dos entrecalles, cuyos soportes son columnas salomónicas. Está profusamente decorado con roleos, cartelas, follaje y motivos vegetales típicos del retablo churrigueresco. La hornacina central estaba pensada para cobijar el cristo, de ahí que en las entrecalles estén la Virgen y San Juan. En la actualidad está colocado la Dolorosa de la Vera Cruz, una virgen que formaba parte integrante del paso del Descendimiento de Gregorio Fernández sito en esta misma iglesia. En el ático hay un relieve de Constantino y Santa Elena con la Cruz.
En el lado de la Epístola
El colateral es un retablo gemelo al del Cristo de la Caña, también de Alonso de Manzano que cobija la imagen de Cristo atado a la Columna de Gregorio Fernández. En el testero del crucero se localiza un hueco donde se guarda el paso de la Entrada triunfal de Jesús en Jerusalén, conocido popularmente como el paso de "La Borriquilla". Es el paso que se saca el Domingo de Ramos. Tiene la peculiaridad de que es el único de Valladolid que es de papelón (yeso y tela encolada) a excepción de los rostros y manos que son de madera. Es del siglo XVI con influencias del estilo de Alonso Berruguete, muy probablemente obra de su discípulo Francisco Giralte. La siguiente capilla, de gran profundidad, guarda uno de los pocos pasos procesionales completos de Gregorio Fernández, el Descendimiento de Cristo. La siguiente capilla guarda un cristo crucificado manierista del siglo XVI que era el que se encontraba en la Ermita del Humilladero del Campo Grande, de ahí que se denomine Cristo del Humilladero. Es de un manierismo derivado de Alonso Berruguete. La última capilla guarda un retablo del segundo cuarto del siglo XVII con una Virgen Dolorosa también de esa centuria.